# 刘斯奋
刘斯奋（1944年1月21日—），曾用筆名冯衣北。广西梧州人，籍贯广东中山，中国大陆小说家、画家、广东省文联主席、广东画院院长、中国作家协会成员、中国美术家协会理事、华南师范大学教授，广东省政协常务委员。毕业于中山大学中文系。

## 生平
1944年，刘斯奋出生在广西省第三行政督察区。1946年，刘斯奋随着家庭搬迁到英属香港。1951年，刘斯奋随着家庭搬迁到广东省广州市。
1958年，刘斯奋开始学习文化知识。1962年，刘斯奋从广州市第一中学毕业，考入中山大学中文系。
1966年，毛泽东发起文化大革命，刘斯奋到台山县围海造田，同时和画家郝佳贤学习西方油画、水粉画。
1970年，刘斯奋调到海南省定安县文化局工作。
1975年，刘斯奋返回广州市在广东省委宣传部工作，同时开始研究中国古典诗词文化。
1984年，刘斯奋《白门柳》第一部发表。
1984年至1985年，刘斯奋以「冯衣北」的笔名在香港《明报月刊》发表文章，与余英时争论陈寅恪晚年诗文及其心境问题。
1989年，刘斯奋转而学习中国传统水墨画。
1995年，刘斯奋担任广东省美术家协会常务理事。同年12月，刘斯奋担任广东省文联主席。2003年，刘斯奋担任广东画院院长。同年，刘斯奋加入中国书法家协会。

## 作品

### 长篇小说
- 《白门柳》中国青年出版社1998年出版。全书共三册，分别为《夕阳芳草》、《鸡鸣风雨》和《秋露危城》

### 古典文学
- 《岭南三家诗选》（与周锡复合作，1980年，广东人民出版社）
- 《苏曼殊诗笺注》（1981年，广东人民出版社）
- 《周邦彦词选》（1981年，香港三联书店）
- 《辛弃疾词选》（1981年，香港三联书店）
- 《姜夔张炎词选》（1982年，香港三联书店）
- 《梁启超诗文选》（与方志钦合作，1983年，广东人民出版社））
- 《黄节诗选》（1984年，广东人民出版社）
- 《陈寅恪晚年诗文及其他》（1985年，花城出版社）
- 《唐宋诗词彩图辞典》（与刘斯翰合作1990年，花城出版社）。
- 《快活的蝙蝠》（2000年，广州出版社）

### 画集
- 《刘斯奋人物画选》（岭南美术出版社1994年版）
- 《刘斯奋画集》（岭南美术出版社2000年版）
- 《刘斯奋画集》（台湾名传画廊2003年版）

## 奖项
- 1997年，《白门柳》荣获第四届茅盾文学奖。